# (29446) Gouguenheim
(29446) Gouguenheim est un astéroïde de la ceinture principale.

## Description
(29446) Gouguenheim est un astéroïde de la ceinture principale. Il fut découvert le 4 août 1997 à Caussols par le programme ODAS. Il présente une orbite caractérisée par un demi-grand axe de 2,31 UA, une excentricité de 0,15 et une inclinaison de 3,4° par rapport à l'écliptique.